# Arante (mitología)
En la mitología griega Arante o Aras (en griego Άρας) fue uno de los autóctonos y el primer habitante de la región de Fliunte, que es vecina de la tierra de Sición.
Arante fundó una ciudad en torno a una colina del luegar, que se llamaba Arantino todavía en tiempos del autor, y que no dista mucho de la otra colina, en la que están la acrópolis de Fliunte y el santuario de Hebe. Por él antiguamente la región y la ciudad se llaman Arantia. Bajo su reinado, Asopo, del que se dice que era hijo de Celusa y de Poseidón, descubrió el agua del río que los habitantes de ahora llaman Asopo por el que lo descubrió. El sepulcro de Arante está en el lugar de Céleas, donde dicen que también está enterrado Disaules, un eleusinio. De Arante nació un hijo, Áoris, y también una hija, Aretirea. Los de Fliunte dicen que éstos eran expertos en la caza y valientes en la guerra. Aretirea murió antes, y Áoris, en recuerdo de su hermana, cambió el nombre de la región en Aretirea.